# 哈卡斯跳棋
哈卡斯跳棋（俄语：Тобит），是流傳於哈卡斯共和國哈卡斯人的兩人跳棋遊戲，與土耳其跳棋有關。

## 棋具
- 棋盤為四橫五豎的橫縱線交叉，共三十八個棋點。

- 以兩色棋子區分敵我，每方棋子數十二枚。背面有符號表示升級。

## 規則
- 棋子皆放在棋點上。每方棋子放在最近的兩條橫列上。

- 任何棋子皆須需棋盤上的直線移動。

- 每回合玩家可能有二種行動，以跳吃為優先：
  - 跳吃：己棋跳過一枚鄰點的敵棋落到同方向的緊連空點，然後把被跳過的敵棋移出棋盤，必須連跳吃，有多條可選擇可任意選路徑。若是以升級棋吃，則落到的同方向空點不需為緊連。
  - 移動：當無法跳吃時，移動一己子到空鄰棋點，基本棋只能前進或橫移。升級棋則可沿縱橫線任意步數，中間不得有子。

- 當基本棋移動到最底線時，翻面成為升級棋。

- 消滅或阻礙所有敵棋者獲勝[2]。

## 外部連結
- 棋具照片（页面存档备份，存于）